# Hans-Werner Schmidt (Kunsthistoriker, 1951)

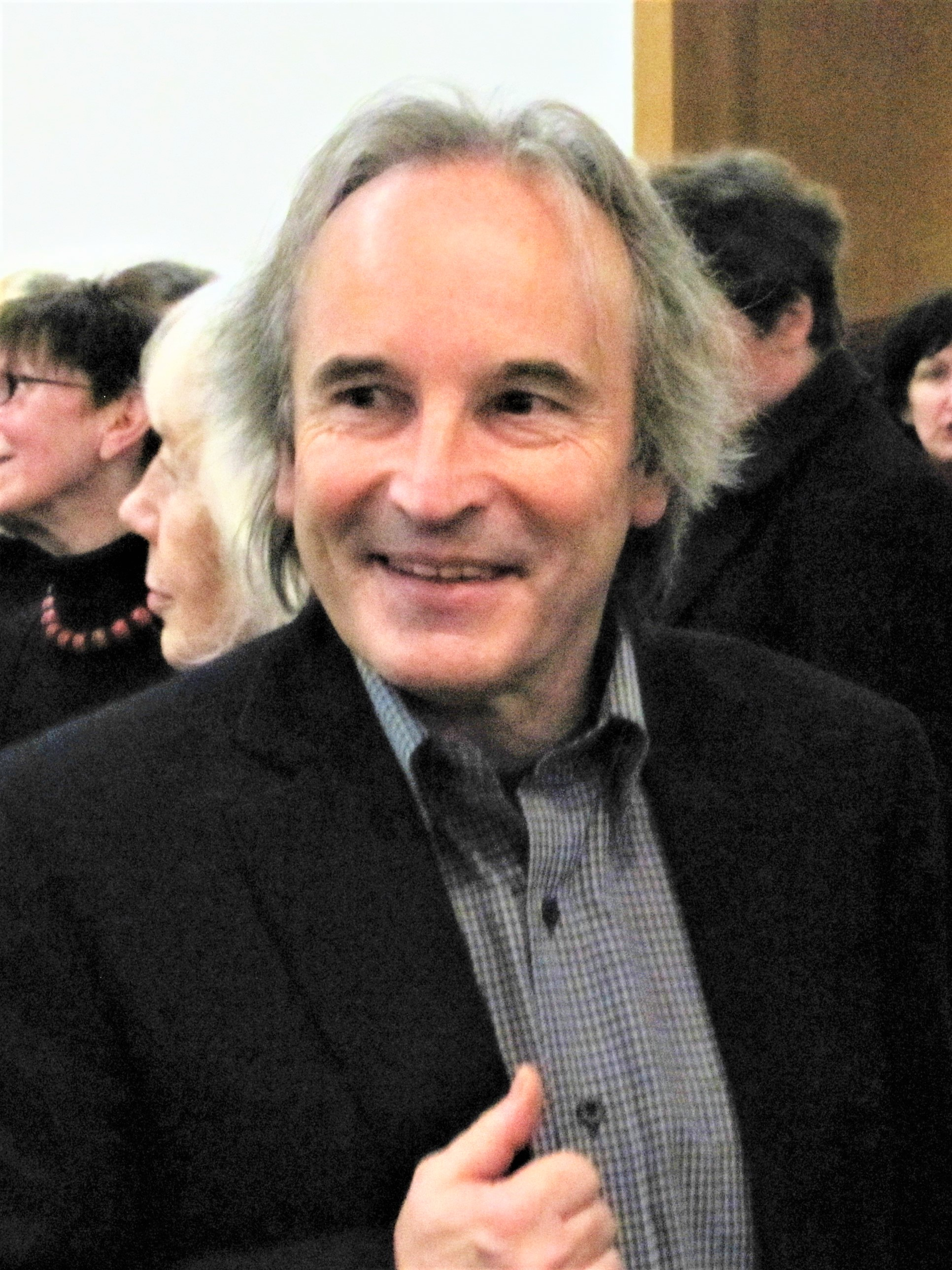
Hans-Werner Schmidt als Museumsdirektor in Leipzig, im Februar 2011

Hans-Werner Schmidt (* 16. November 1951 in Sprendlingen, heute Stadtteil von Dreieich) ist ein deutscher Kunsthistoriker, Autor, Ausstellungsmacher und ehemaliger Museumsdirektor.

## Leben
Nach dem Abitur an der Goethe-Schule in Neu-Isenburg studierte Hans-Werner Schmidt von 1971 bis 1976 an der Hochschule für bildende Künste Kassel und schloss das Studium mit dem Staatsexamen als Kunsterzieher ab. In diesem Beruf wirkte er 1977–1978 in Marburg. Hier studierte er seit 1976 an der Philipps-Universität Kunstgeschichte, Europäische Ethnologie und Pädagogik. Er wurde 1982 bei Martin Warnke mit dem Thema Die Förderung des vaterländischen Geschichtsbildes durch die Verbindung für historische Kunst promoviert.
Nach einem Volontariat an der Hamburger Kunsthalle in den Jahren 1982 bis 1984 arbeitete Schmidt von 1985 bis 1992 als Kurator an der Kunsthalle Düsseldorf. Anschließend wechselte er an die Kunsthalle zu Kiel, deren Direktor er bis zum Jahr 2000 war. Zusätzlich bekleidete er in den Kieler Jahren die Position des Geschäftsführenden Vorsitzenden des Schleswig-Holsteinischen Kunstvereins. Von Mai 2000 bis zu seinem Ruhestand im April 2017 war Schmidt Direktor des Museums der bildenden Künste in Leipzig. In seine Amtszeit fiel 2004 die Eröffnung des Neubaus des Museums und 2005 die Gründung des Leipziger Kreises, eines Zusammenschlusses von Direktoren deutscher Kunstmuseen.
2006/2007 war Schmidt zudem Gastprofessor an der Friedrich-Schiller-Universität in Jena.
Schmidt ist seit 1989 verheiratet und hat zwei Kinder.

## Ausstellungen (Auswahl)
- 1994: Carl Grossberg, Retrospektive zum 100. Geburtstag, 11. Dezember 1994 – 12. Februar 1995
- 1997:  Kunstturner – Kunst und Sport 1997. Kunstturner der Uniwettkampfmannschaft am Schwebebalken, am Seitpferd und Boden. In Zusammenarbeit mit dem Museum für Moderne Kunst München, 28. September – 9. November
- 1998: Pro Lidice – 52 Künstler aus Deutschland, 27. September – 22. November
- 2003: Max Klinger. Erotische Zeichnungen, (Sammlung Unterberger), 10. Oktober – 30. November
- 2004: Willi Baumeister / Karl Hofer, Begegnung der Bilder, 19. Dezember 2004 – 27. Februar 2005
- 2005: Bernhard Heisig – Die Wut der Bilder, 20. März – 29. Mai
- 2006: 3× Tischbein und die europäische Malerei um 1800. Kooperation: Staatliche Museen Kassel, 18. März – 5. Juni
- 2006: Albrecht Dürer: Zwei Schwestern, 7. Oktober 2006 – 7. Januar 2007
- 2007: Eine Liebe. Max Klinger und die Folgen. Zum 150. Geburtstag von Max Klinger, 10. März – 24. Juni
- 2008: Lovis Corinth und die Geburt der Moderne, (Stationen: 1. April – 22. Juni Musée d’Orsay, Paris; 11. Juli – 19. Oktober Museum der Bildenden Künste Leipzig; 9. November 2008 – 15. Februar 2009; Kunstforum Ostdeutsche Galerie, Regensburg 11. Juli – 19. Oktober 2009)
- 2009: 60/40/20. Kunst in Leipzig seit 1949, 4. Oktober 2009 – 10. Januar 2010
- 2010: Neo Rauch – Begleiter, (Stationen: 20. April – 15. August 2010 Pinakothek der Moderne, München; 18. April – 15. August 2010 Museum der Bildenden Künste Leipzig)
- 2010/2011 Michael Triegel, Verwandlung der Götter, 28. November 2010 – 6. Februar 2011
- 2011: Max Beckmann, Von Angesicht zu Angesicht, 18. September 2011 – 22. Januar 2012
- 2012: Kunst der 80er in der DDR, 9. Februar – 2. September
- 2013: Weltenschöpfer. Richard Wagner, Max Klinger, Karl May, 16. Mai 2013 – 15. September
- 2014: Atelier Schützengraben. Max Beckmann, Hans Alexander Müller und Alfred Frank zeichnen den 1. Weltkrieg, 4. September – 9. November
- 2014: Bernini. Erfinder des barocken Rom, 9. November 2014 – 1. Februar 2015
- 2015: Paul Klee – Sonderklasse, Unverkäuflich, 1. März – 25. Mai
- 2015: In guter Nachbarschaft. Vielfalt und Reichtum aus 25 Leipziger Sammlungen, 20. Juni – 13. September

## Schriften
- (Hrsg.) Das Buch zum Museum: Museum der Bildenden Künste Leipzig, Kerber, Düsseldorf, 2004, ISBN 3-938025-04-2
- (Hrsg.) Stephan Balkenhol, Museum der Bildenden Künste Leipzig, 2001, ISBN 978-3-86060-010-8
- (Hrsg.) Fotografie vor Ort, Kunsthalle zu Kiel, 1999, ISBN 3-923701-83-7
- Unsichere Grenzen: Daniel Buetti, Bea Emsbach, Martin Honert, Dieter Huber, John Isaacs, Ron Mueck, Tony Oursler, Diego Schindler-Castro, Kerber, Düsseldorf, 1999, ISBN 978-3-933040-31-2
- (Hrsg.) Landstriche: Niederländische Landschaftsgraphik des 16. und 17. Jahrhunderts, Kunsthalle zu Kiel, 1996
- mit Ursula Eisenbach: Klaus Rinke: 1954-1991, Retro Aktiv, Städtische Kunsthalle Düsseldorf, Richter, Düsseldorf, 1992, ISBN 978-3-928762-05-2
- Robert Filliou 1926-1987: zum Gedächtnis, Städtische Kunsthalle Düsseldorf, 1988
- Die Förderung des vaterländischen Geschichtsbildes durch die Verbindung für historische Kunst, 1854-1933, Jonas, Marburg, 1985, ISBN 978-3-922561-33-0 (Dissertation)